# 护膝
护膝是戴在膝盖上的一種护具，用于保护膝盖免受摔倒或障碍物碰撞造成的創傷。 

## 体育
在许多娱乐和体育活动中，人們都会佩戴护膝，如自行车、轮滑、滑板、板球、排球、手球、篮球、烤盤足球、马球、舞蹈等。 

## 军事
一些武裝力量人員也會佩戴护膝，如特種武器和戰術部隊。護膝还被纳入军装，作為軍裝的一部分，如陸軍作戰服和海军陆战队戰服。

## 另見
- 高幫鞋套